# Lost in a Moment
Lost in a Moment je třetí album norské muzikantky Lene Marlin.

## Seznam skladeb
1. „My Lucky Day“
2. „All I Can Say“
3. „How Would It Be“
4. „Hope You're Happy“
5. „What If“
6. „Leave My Mind“
7. „When You Were Around“
8. „Never To Know“
9. „Eyes Closed“
10. „It's True“
11. „Wish I Could“